# 法托馬
法托馬（法語：Fatoma），是馬里的城鎮，位於該國中部，由莫普提區的莫普提省負責管轄，處於塞瓦雷以北10公里，面積56.69平方公里，海拔高度275米，2009年人口24,595。